# Golden Years (альбом)
Golden Years — сборник песен Дэвида Боуи, был выпущен лейблом RCA Records в 1983 году.

## Список композиций
Первая сторона:
1. «Fashion» — 4:51
2. «Red Sails» (Дэвид Боуи, Брайан Ино) — 3:47
3. «Look Back in Anger» — 3:07
4. «I Can’t Explain» (Пит Таунсенд) — 2:14
5. «Ashes to Ashes» — 4:26

Вторая сторона:
1. «Golden Years» — 3:59
2. «Joe the Lion» — 3:08
3. «Scary Monsters (and Super Creeps)» — 5:14
4. «Wild Is the Wind» (Дмитрий Тёмкин, Нед Вашингтон) — 6:00